# Concord (rivier)
De Concord is een 26,2 km lange zijrivier van de Merrimack in het oosten van de Amerikaanse staat Massachusetts. De rivier krijgt de naam Concord vanaf de samenvloeiing van de Assabet River en de Sudbury River bij Egg Rock, vlak bij Concord. De rivier stroomt van hier naar zijn monding in Lowell.
Het is een van de bekendste kleine rivieren uit de Amerikaanse geschiedenis, doordat ze het toneel was van een belangrijke vroege strijd in de Amerikaanse Burgeroorlog, de slagen bij Lexington en Concord, en ook omdat ze het onderwerp vormt van een boek van Henry David Thoreau, A Week on the Concord and Merrimack Rivers.
- Library of Congress Control Number: sh85030640
- Nationale Bibliotheek van Tsjechië: ge992059
- Nationale Bibliotheek van Israël: 987007553056005171
- Virtual International Authority File: 246958974